# Dave Newmark
David L. "Dave" Newmark (Brooklyn, Nueva York, 11 de septiembre de 1946) es un exjugador de baloncesto estadounidense que disputó dos temporadas en la NBA, una en la ABA, además de jugar en la EBA y la liga israelí. Con 2,13 metros de estatura, jugaba en la posición de pívot.

## Trayectoria deportiva

### Universidad
Jugó durante dos temporadas con los Lions de la Universidad de Columbia, en las que promedió 19,8 puntos y 11,9 rebotes por partido. En su temporada sophomore, la primera que disputó, lideró la Ivy League en rebotes, con 14,4 por partido, y acabó en segundo lugar en anotación, con 22,4 puntos. En las dos temporadas que disputó fue incluido en el mejor quinteto de su conferencia.

### Profesional
Fue elegido en la trigésimo primera posición del Draft de la NBA de 1968 por Chicago Bulls, y también por los Pittsburgh Pipers en el draft de la ABA, fichando por los primeros. Allí jugó una temporada como suplente del también novato Tom Boerwinkle, promediando 5,6 puntos y 4,3 rebotes por partido.
Al año siguiente fue traspasado junto con Norm Van Lier a Cincinnati Royals a cambio de Walt Wesley, quienes a su vez lo enviaron a Atlanta Hawks a cambio de Wally Anderzunas y una futura tercera ronda del draft. En los Hawks vio reducidos sus minutos casi a la mitad, acabando la temporada promediando 4,9 puntos y 2,7 rebotes por partido.
En 1970 ficha por los Carolina Cougars de la ABA, donde jugaría 31 partidos, promediando 7,5 puntos y 5,1 rebotes. Tras un breve paso por la EBA, acabaría su carrera en el Hapoel Tel Aviv de la liga israelí.

## Estadísticas de su carrera en la ABA y la NBA

### Temporada regular
| Temporada | Edad | Equipo           | Liga  | P   | TIT | MIN  | TC  | TCA | %TC  | 3P  | 3PA | %3P | TL  | TLA | %TL  | R.OF. | R.DEF. | REB | ASIS | ROB | TAP | PER | FP  | PTS |
| 1968-69   | 22   | Chicago Bulls    | NBA   | 81  |     | 14.3 | 2.3 | 5.9 | .389 |     |     |     | 1.1 | 1.7 | .619 |       |        | 4.3 | 0.7  |     |     |     | 2.5 | 5.6 |
| 1969-70   | 23   | Atlanta Hawks    | NBA   | 64  |     | 9.6  | 2.0 | 4.6 | .429 |     |     |     | 0.9 | 1.2 | .766 |       |        | 2.7 | 0.7  |     |     |     | 2.0 | 4.9 |
| 1970-71   | 24   | Carolina Cougars | ABA   | 31  |     | 14.7 | 3.2 | 6.7 | .478 | 0.0 | 0.0 |     | 1.1 | 1.9 | .567 | 1.5   | 3.6    | 5.1 | 0.9  |     |     | 1.3 | 2.7 | 7.5 |
| Total     |      |                  | TOTAL | 176 |     | 12.7 | 2.3 | 5.6 | .420 | 0.0 | 0.0 |     | 1.0 | 1.6 | .649 | 1.5   | 3.6    | 3.9 | 0.7  |     |     | 1.3 | 2.4 | 5.7 |
|           |      |                  | NBA   | 145 |     | 12.2 | 2.2 | 5.3 | .405 |     |     |     | 1.0 | 1.5 | .671 |       |        | 3.6 | 0.7  |     |     |     | 2.3 | 5.3 |
|           |      |                  | ABA   | 31  |     | 14.7 | 3.2 | 6.7 | .478 | 0.0 | 0.0 |     | 1.1 | 1.9 | .567 | 1.5   | 3.6    | 5.1 | 0.9  |     |     | 1.3 | 2.7 | 7.5 |

### Playoffs
| Temporada | Edad | Equipo        | Liga | P | MIN | TCA | TC | 3PA | 3P | TLA | TL | R.OF. | REB | ASIS | ROB | TAP | PER | FP | PTS | %TC  | %3P | %FT   | MIN | PTS | REB | AST |
| 1969-70   | 23   | Atlanta Hawks | NBA  | 6 | 42  | 15  | 33 |     |    | 4   | 4  |       | 12  | 2    |     |     |     | 8  | 34  | .455 |     | 1.000 | 7.0 | 5.7 | 2.0 | 0.3 |
| Total     |      |               | NBA  | 6 | 42  | 15  | 33 |     |    | 4   | 4  |       | 12  | 2    |     |     |     | 8  | 34  | .455 |     | 1.000 | 7.0 | 5.7 | 2.0 | 0.3 |